# Big Pun
Christopher Lee Rios (10 de novembre de 1971 - 7 de febrer de 2000), més conegut pel seu nom artístic Big Pun (abreviatura de Big Punisher), va ser un raper nord-americà. Sorgint de l'escena del hip hop underground al Bronx, va tenir protagonisme després del descobriment pel seu company raper del Bronx Fat Joe, i després va aparèixer convidat al seu àlbum de 1995 Jealous One's Envy.
Big Pun va signar amb el segell de Fat Joe, Terror Squad Productions i Loud Records el 1997 per publicar el seu àlbum d'estudi debut, Capital Punishment (1998) l'any següent. L'àlbum va rebre l'aclamació de la crítica i l'èxit comercial, va obtenir una nominació al millor àlbum de rap als 41è premis Grammy anuals, va assolir el cinquè lloc del Billboard 200 i es va convertir en el primer enregistrament de hip hop d'un solista llatí que va rebre la certificació de platí la Recording Industry Association of America (RIAA). El seu segon àlbum, Yeeeah Baby (2000) va assolir el tercer lloc del Billboard 200, tot i que Pun va morir dos mesos abans del seu llançament.